# Ilopango-tó
Az Ilopango-tó (spanyolul: Lago de Ilopango) Salvador legnagyobb tava. Egy alvó vulkán kalderájában alakult ki. Nevét az azonos nevű településről, Ilopangóról kapta, aminek neve a navatl nyelvből ered, a xilopango szóból; ennek jelentése „éretlen kukoricacsövek völgye/helye”. A turisztikailag is fontos tavon jelentős a horgászat és a halászat, évente közel 900 tonna halat termelnek ki.

## Földrajz
A tó Salvador középső részén, San Salvadortól 13 km-re keletre található három megye, San Salvador, Cuscatlán és La Paz határán. A 72,5 km²-es tó egy 250 km²-es medencében fekszik, és igen mély: átlagos mélysége 240, legnagyobb mélysége 500 méter. A felszíni vízhőmérséklet 26 és 31 °C között változik.
A víz pH-ja 7 és 9,5 között van, a benne oldott oxigén mennyisége 0,1 és 8,6 mg literenként, míg ugyanez az érték nitrogénre 1,43 és 29,15 mg között van. A sótartalom 0,9–1,1 ppm, a látótávolság a víz alatt 1,8 és 12 méter között változik. A novembertől januárig tartó időszakban, amikor a külső hőmérséklet alacsonyabb, a szelek erősebbek, a tó mélyéről metán és kénes gázok törnek fel, amelyek az oldott oxigén mennyiségét csökkentve szulfátokká alakulnak. Ez a kékbaktériumok elszaporodásának is kedvez. A jelenség erőteljesebb a szigetek közelében, ahol több a föld alatti repedés, és gyengébb a partok közelében, ahol a makrofita növények enyhítik az oxigénhiányt.
1915-ben egy csővezetékrendszert építettek ki, amellyel a tó vízszintjét szabályozták, ám egy 2001-es földrengés ezt a rendszert megrongálta, sőt, ugyanekkor a tóba befolyó vízfolyás csatlakozási pontjánál, La Paz és Cuscatlán megyék határánál 12 millió m³ homok is felhalmozódott, így azóta a vízszint érzékelhetően lecsökkent.

## Élővilág
A környező vulkanikus talajon gazdag növényzet burjánzik. A jellemző fajok a gyapotfa, a Tabebuia rosea nevű szivarfaféle, a Cedrela fissilis, a Simarouba glauca és a Sapindus saponaria nevű szappanfavirágú, a Calycophyllum candidissimum nevű buzérféle, a Cordia alliodora nevű borágóféle, a Sapium pedicellatum nevű kutyatejféle, a Gliricidia sepium, az Albizia caribaea, az Andira inermis és az Enterolobium cyclocarpum nevű pillangósvirágú, valamint a Cecropia peltata nevű csalánféle.
A tóban élő legfontosabb halfajok a nílusi tilápia, a Parachromis managuensis, a Cichlasoma trimaculatum és az Amphilophus macracanthus nevű bölcsőszájúhal-féle, a ponty, a zebrasávos sügér, a Rhamdia guatemalensis nevű harcsaalakú, az Astyanax fasciatus és a Roeboides salvadoris nevű pontylazacalakú, az Anableps dowei nevű fogaspontyalakú, a jukatáni fogasponty és az Ariopsis guatemalensis nevű tengeri harcsaféle. A gerinctelen állatok közül megtalálható itt a Macrobrachium rosenbergii és a Macrobrachium tenellum nevű négyollós garnélarák, valamint a Pomacea flagellata nevű almacsigaféle.

## Turizmus
A tó kedvelt turisztikai célpont. Legtöbben a Playa de Apulo nevű partszakaszt látogatják, ahol kiépített infrastruktúra várja a vendégeket, többek között helyi ételspecialitásokat kínáló üzletekkel. Ugyancsak felépítettek a tónál egy strandlabdarúgó-stadiont is. Több helyszínen búvárkodásra alkalmas területek találhatók a tóban, például egy víz alatti csúcs, a Cerro la Caldera, illetve az apró szigeteket alkotó Quemados-csúcsok. Ez utóbbi helyen a búvárturizmus fellendeítésének céljából 2017-ben 18 méter mélységben a víz alá elhelyeztek három darab, egyenként 3 méter magas, mintegy 360 kg-os Mária-szobrot.

## Képek

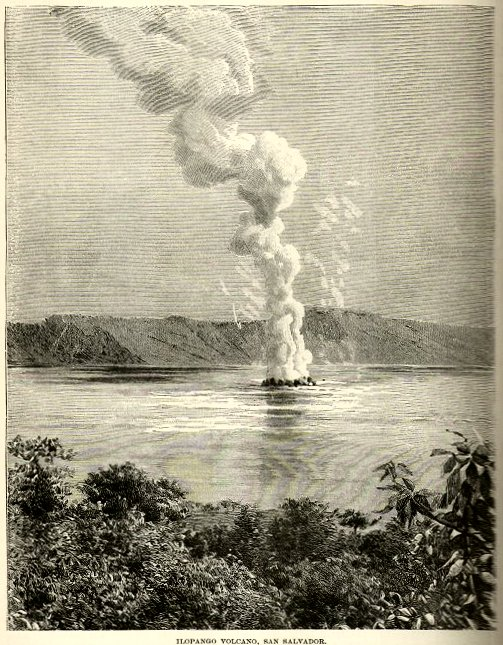
Ábrázolás egy 1891-es vulkáni aktivitásról
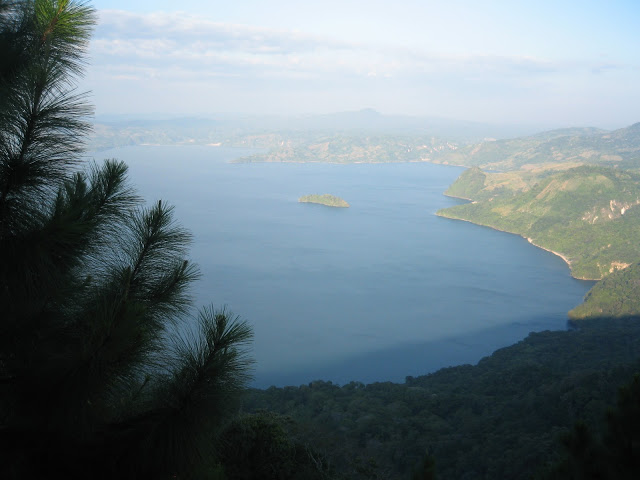
Látkép
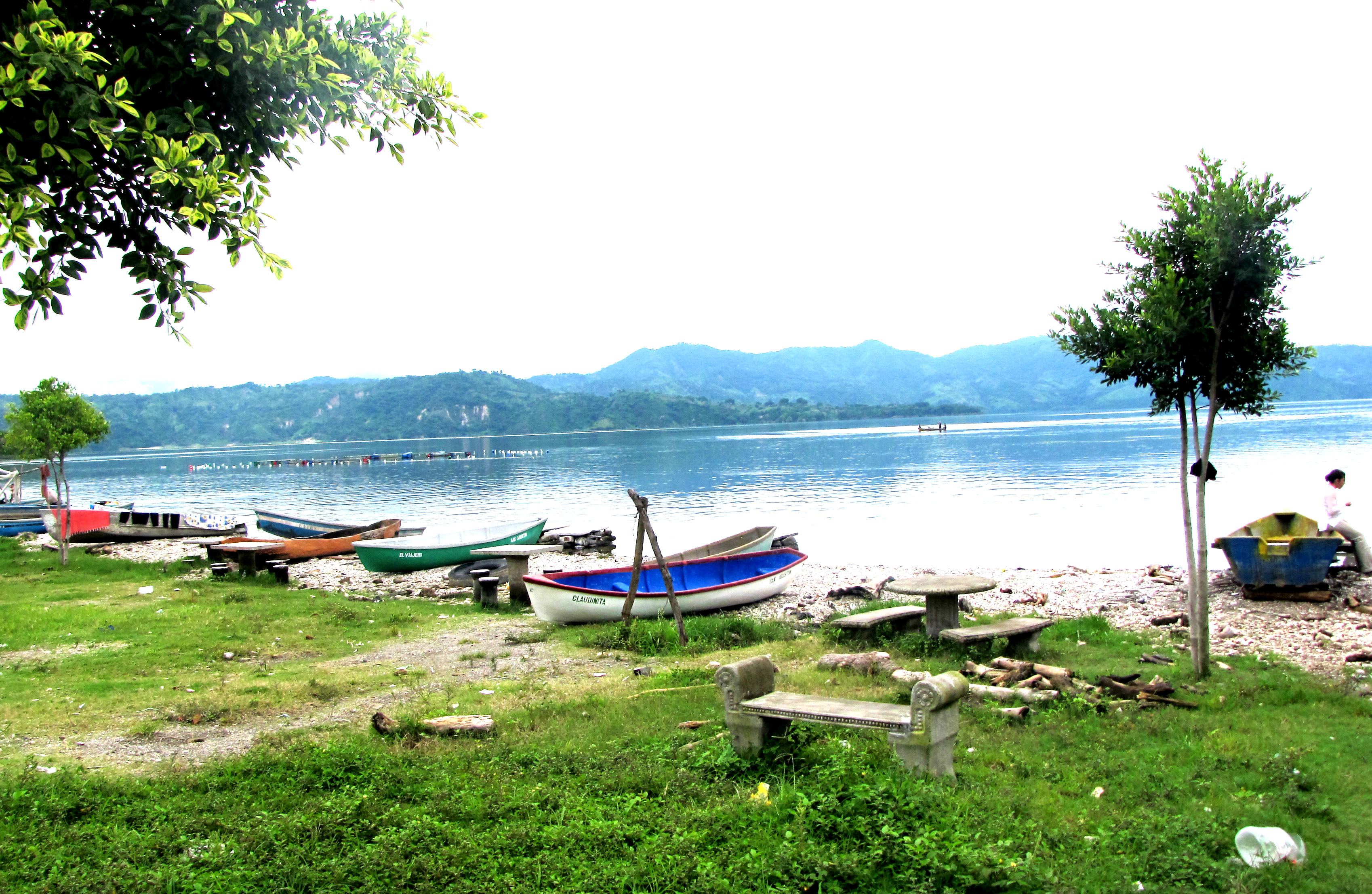
Part San Pedro Perulapánnál
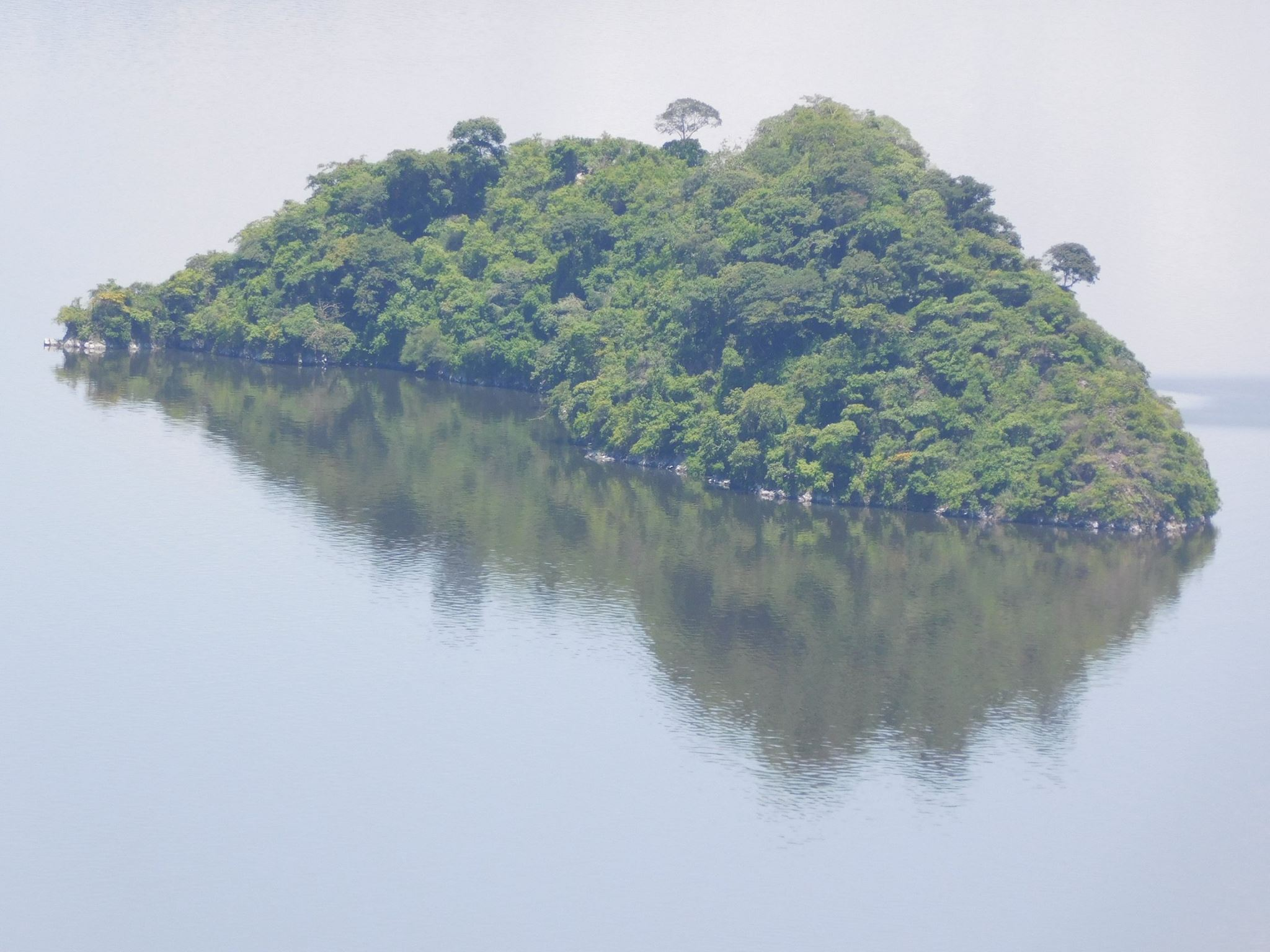
A Los Patos-sziget